# Granito (sous-marin)
Le Granito est un sous marin italien de la classe Platino (sous-classe de la Serie 600) utilisé par la Regia Marina pendant la Seconde Guerre mondiale.

## Conception et description
Les sous-marins de la classe Platino (également connu sous la classe Acciaio) est le dernier développement du type 600 comportant des améliorations par rapport à la série précédente, notamment en ce qui concerne les équipements et les aménagements internes, telles qu'une tourelle inférieure pour améliorer la stabilité et réduire la silhouette. Dans l'ensemble, même les bateaux de cette série donnent de bons résultats malgré toutes les limitations imposées par la mauvaise qualité des matériaux utilisés dans la construction en raison de difficultés d'approvisionnement, un défaut commun de la construction italienne de la période de la guerre.
Les sous-marins de la classe Platino ont été conçus comme des versions améliorées de la précédente classe Adua. Ils déplacent 697 tonnes en surface et 850 tonnes en immersion. Les sous-marins mesurent 60,18 mètres de long, ont une largeur de 6,44 mètres et un tirant d'eau de 4,78 mètres.
Pour la navigation de surface, les sous-marins sont propulsés par deux moteurs diesel de 700 chevaux (522 kW), chacun entraînant un arbre d'hélice. En immersion, chaque hélice est entraînée par un moteur électrique de 400 chevaux-vapeur (298 kW). Ils peuvent atteindre 14 nœuds (26 km/h) en surface et 7,3 nœuds (13,5 km/h) sous l'eau. En surface, la classe Platino possède une autonomie de 5 000 milles nautiques (9 300 km) à 8,5 nœuds (15,7 km/h), en immersion, elle a une autonomie de 80 milles nautiques (150 km) à 3 nœuds (5,6 km/h).
Les sous-marins sont armés de six tubes torpilles internes de 53,3 cm, quatre à l'avant et deux à l'arrière. Ils sont également armés d'un canon de pont de 100 mm pour le combat en surface. L'armement antiaérien léger varie et peut consister en une ou deux mitrailleuses de 20 mm ou une ou deux paires de mitrailleuses de 13,2 mm.

## Histoire
Le Granito est commandé pour le chantier naval de CRDA à Monfalcone en Italie. La pose de la quille est effectuée le 9 novembre 1940, le Granito est lancé le 7 août 1941 et mis en service le 3 janvier 1942.
Une fois sa mise en service, le Granito suit à un rythme rapide sa formation pour devenir opérationnel dès que possible.
Le 6 août 1942, il est envoyé à l'Est de l'île de La Galite sous le commandement du tenente di vascello (lieutenant de vaisseau) Leo Sposito, dans la Battaglia di mezzo agost (bataille de la mi-août) qui se s'amplifie peu après,,. Le 12 août, il aperçoit le convoi britannique de l'opération "Pedestal", dirigée vers Malte, mais il ne parvient pas à s'approcher suffisamment pour l'attaquer. Le 14 août, il repère à la surface un groupe d'unités ennemies, l'escorte du précédent convoi qui retourne à la base, et les attaque avec le lancement de cinq torpilles, plongeant immédiatement après, puisque le croiseur léger HMS Kenya l'a aperçu et se dirige sur lui pour une tentative d'éperonnage. Le Granito s'installe au fond de la mer pour éviter l'éventuel chasseur anti-sous-marin,. Une forte explosion est entendue, mais aucun dommage n'est à signaler,..
Dans les premiers jours de novembre, il est employé dans une mission de transport de 22,4 tonnes de munitions en Libye. Il arrive à Tobrouk le 5 novembre, débarquant sa cargaison au sol puis retourne à la base d'Augusta, où il arrive trois jours plus tard.
Le 8 novembre, il quitte Augusta pour traverser le détroit de Messine et se retrouve en embuscade au Nord de la côte algérienne. Il communique cependant pour la dernière fois avec sa base à 10h15 le 9 novembre, après quoi plus rien n'est entendu,.
Ce n'est qu'après la guerre qu'on découvre qu'il avait été attaqué le 9 ou le 14 novembre, au large du cap San Vito (Sicile) par le sous-marin britannique de classe S: le HMS Saracen (P247), avec le lancement de trois torpilles. Touché, le sous-marin italien a coulé avec tout l'équipage à la position géographique de 38° 34′ N, 12° 09′ E,,,.

Avec le Granito, décèdent le commandant Sposito, 4 autres officiers, 13 sous-officiers et 29 marins,.
Le sous-marin a effectué un total de 4 missions offensives-exploratoires et 4 missions de transfert, couvrant 3 839 milles nautiques (7 100 km) en surface et 348 milles nautiques (644 km) en immersion.